# Slaŭharad
Slaŭharad (vitryska: Слаўгарад) är en stad i östra Belarus, i sydöstra delen av Mahiljoŭs voblast. Staden har 7 812 invånare (2016). Tills 1945 hette den Propojsk (vitryska: Прапойск). Den 28 (29) september 1708 utkämpades i närheten av Prapojsk Slaget vid Lesna mellan en svensk och en rysk här.
Den nuvarande ryska benämningen av Slaŭharad, Slavgorod skall ej förväxlas med staden med samma namn i Altaj kraj i Ryssland, eller med samhället i Ukraina.